# Warszawa

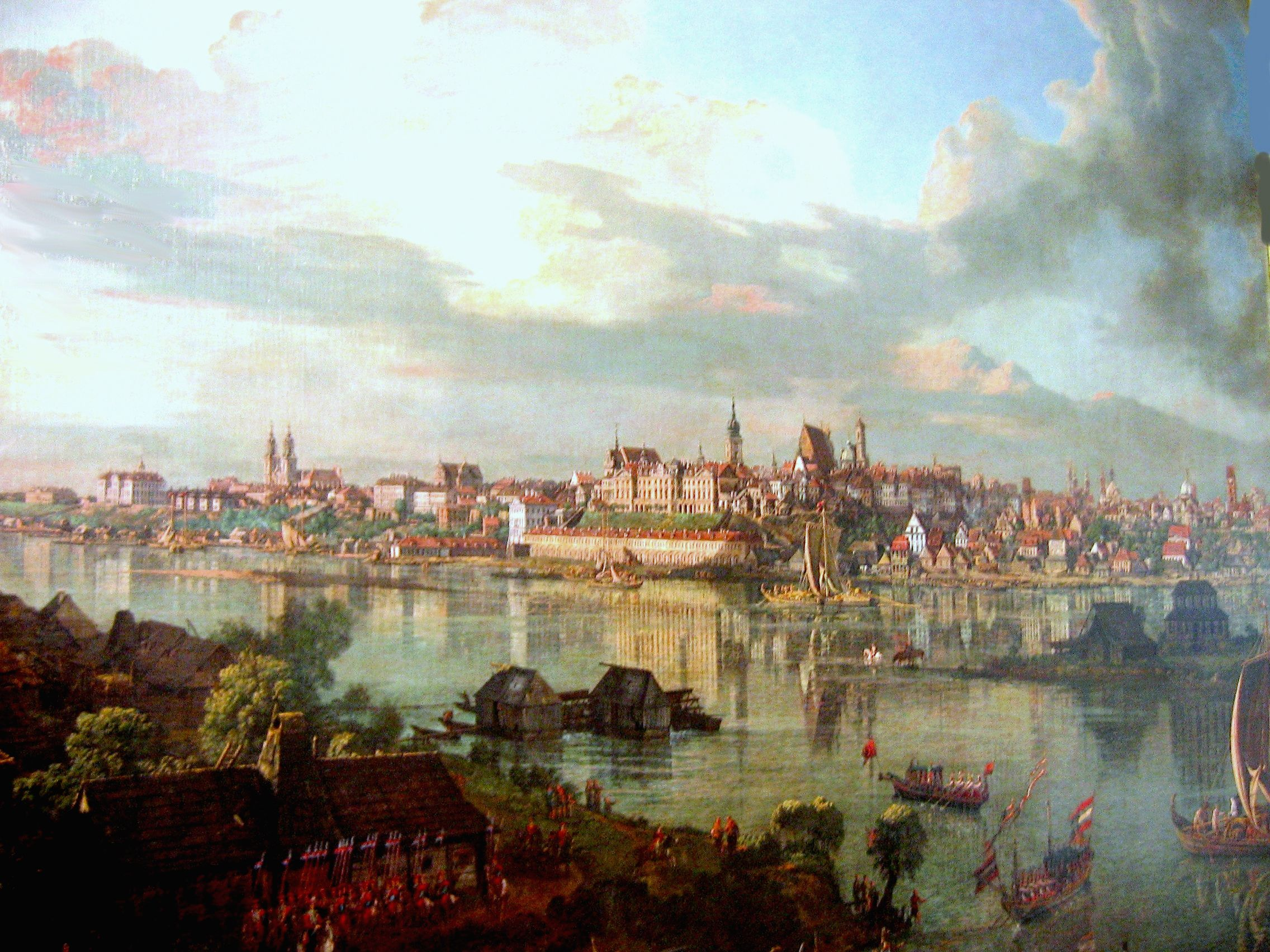
Warszawa 1770

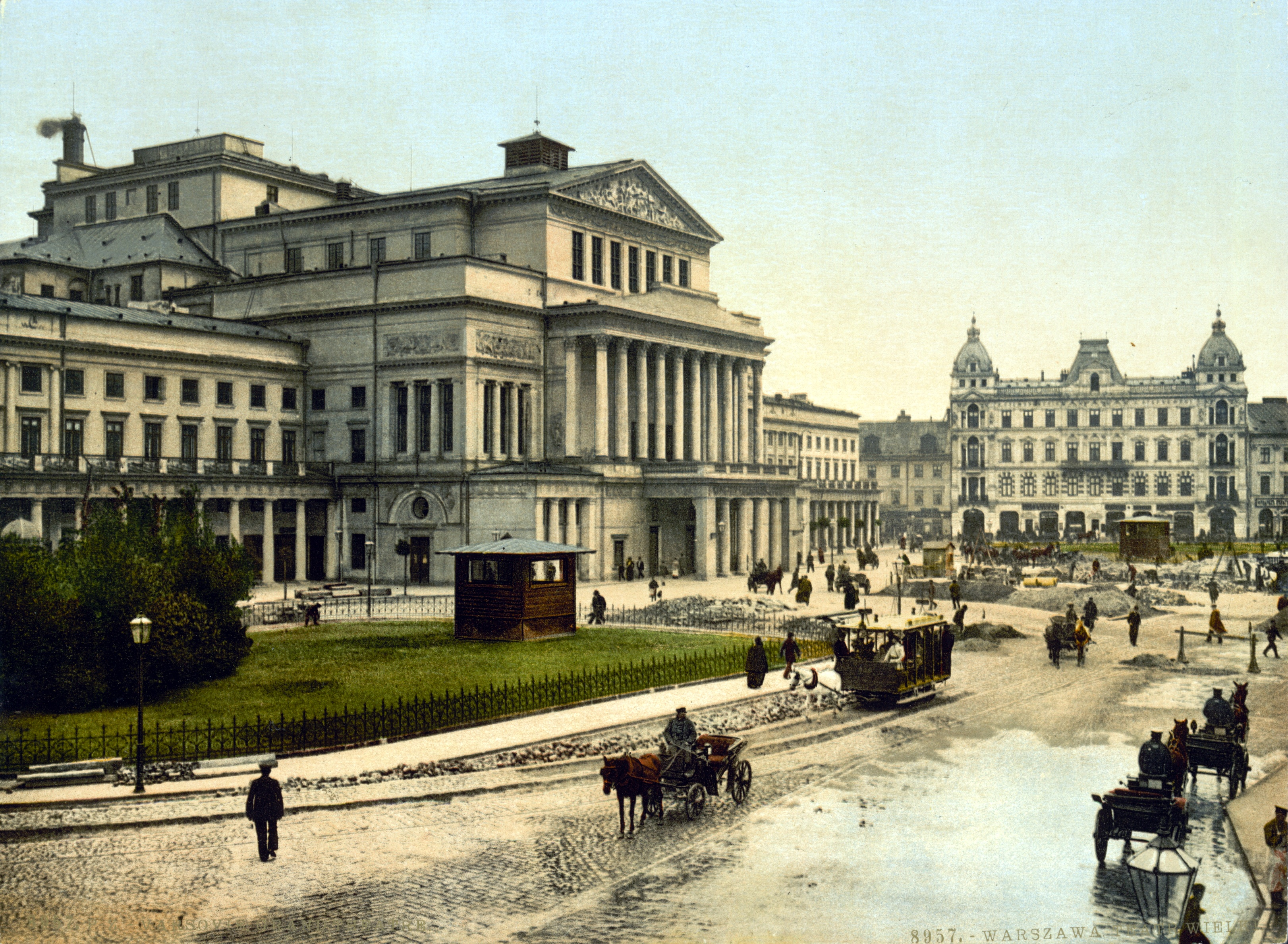
Den gamla Stora Teatern (Teatr Wielki)

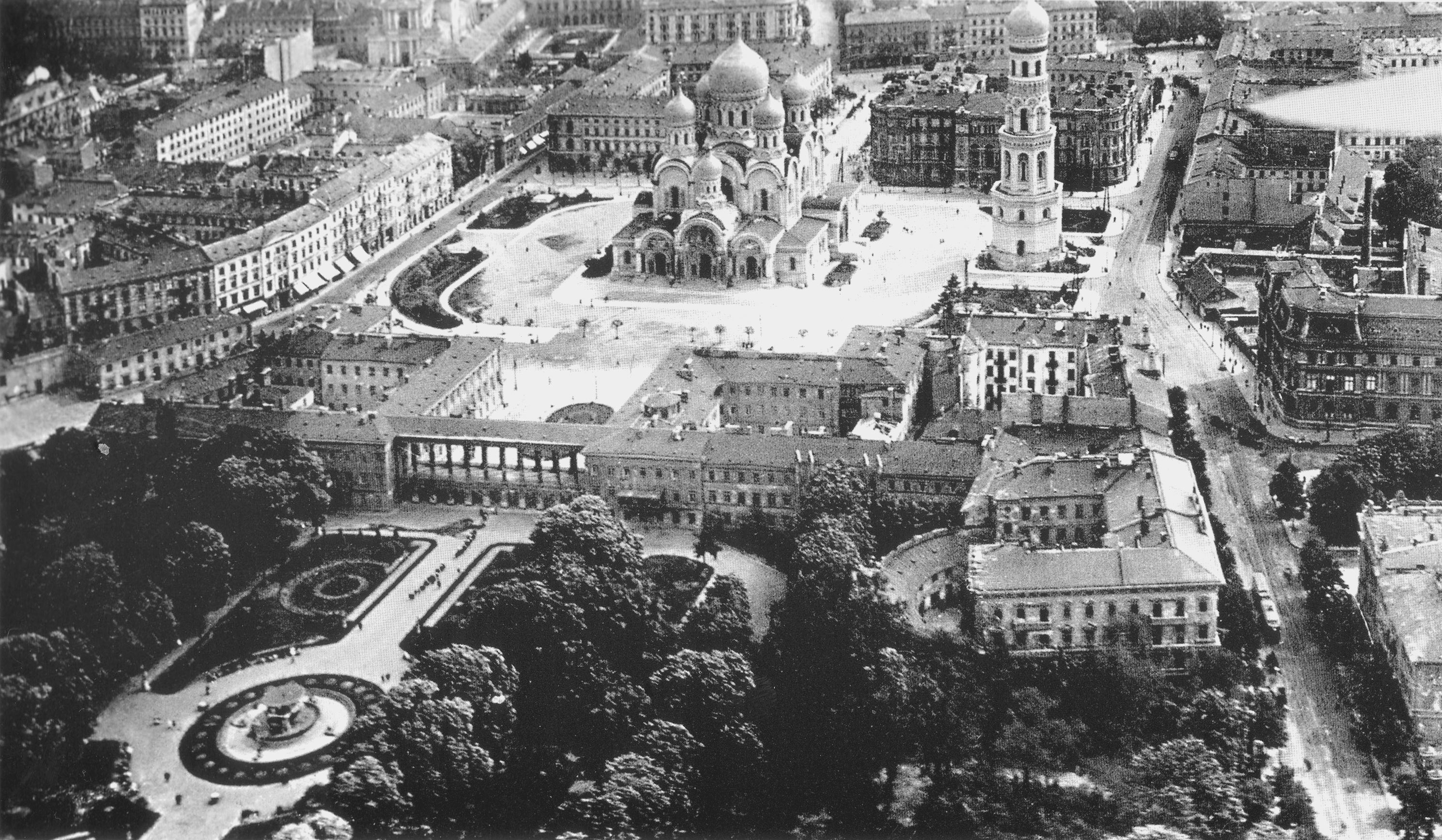
Bild från 1919, Piłsudskitorget i gamla Warszawa, inget av det som syns på bilden finns kvar idag.

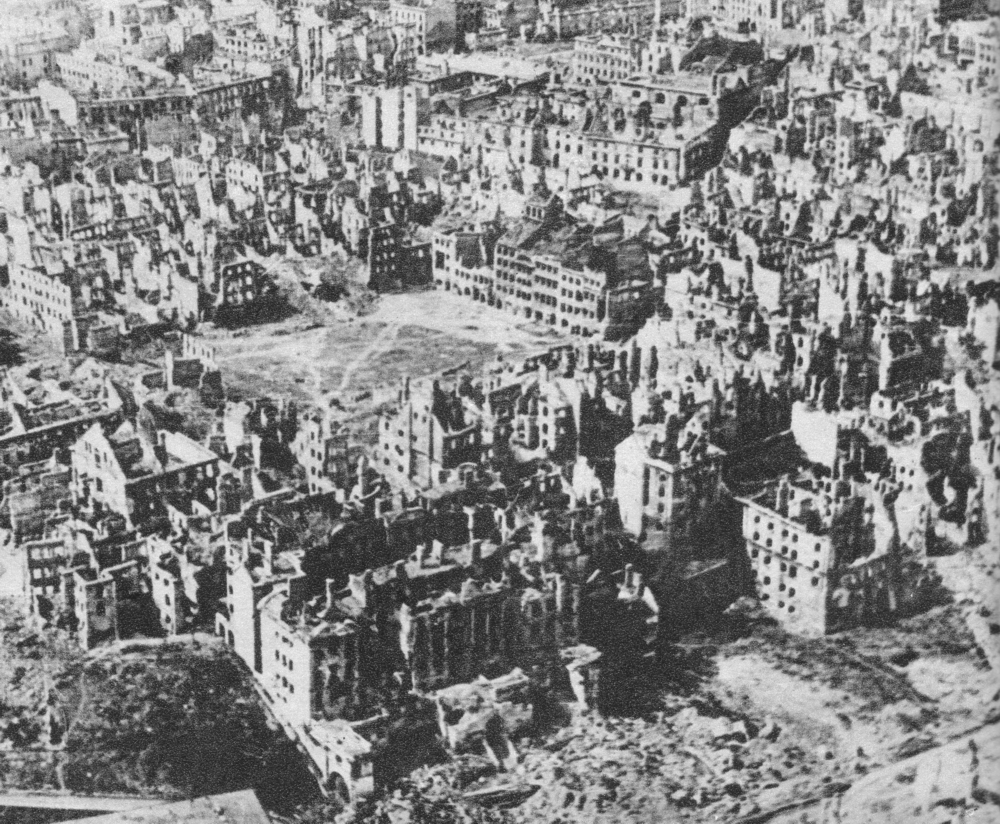
Warszawa i ruiner 1945.

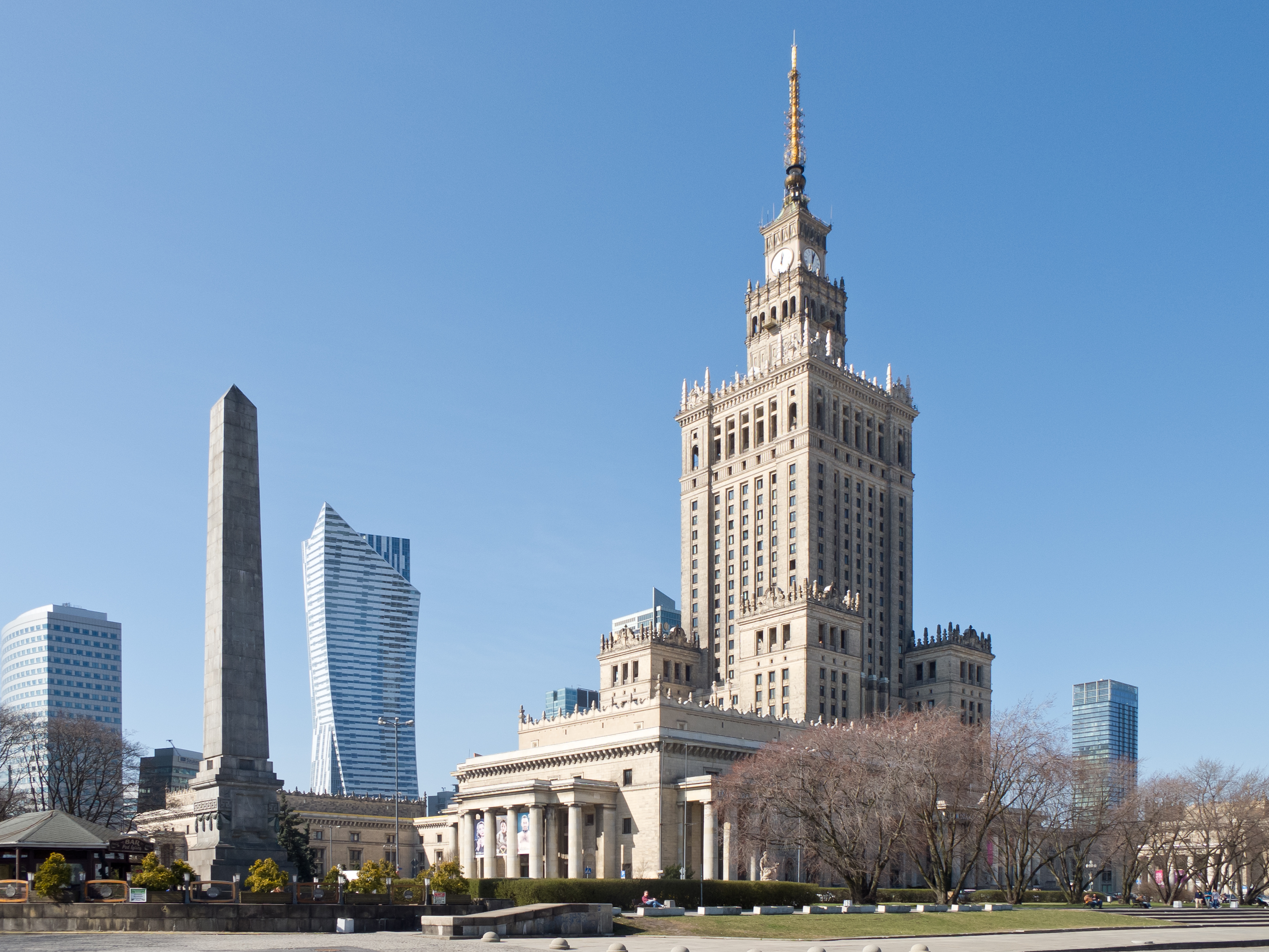
Kulturpalatset - en dominerande byggnad från Stalintiden

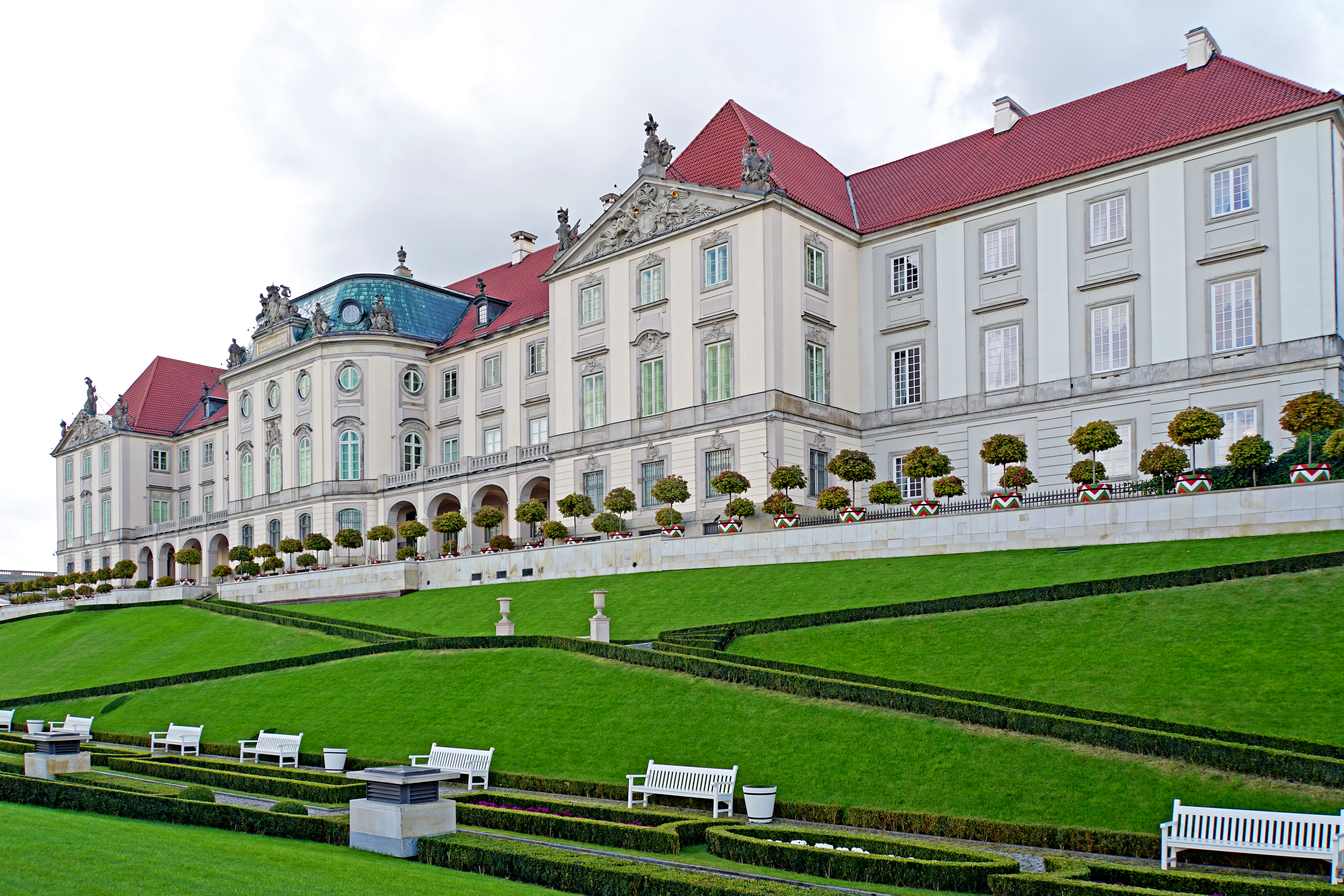
Slottet

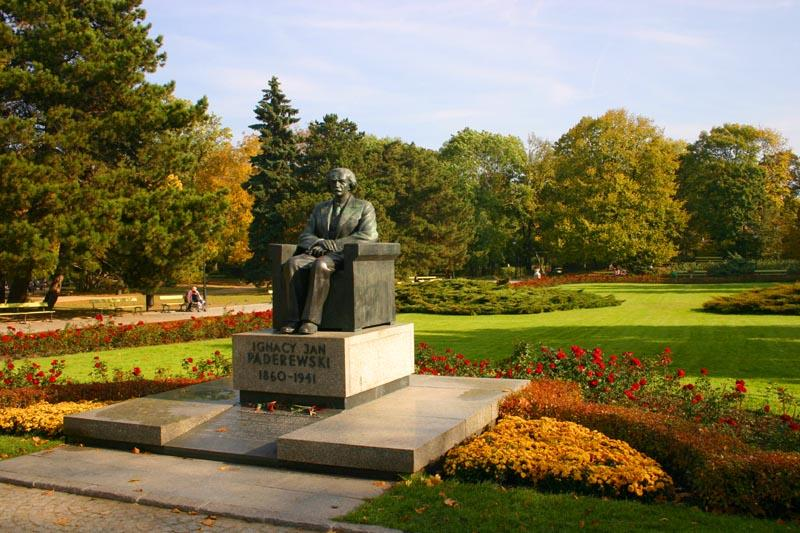
En av Warszawas alla parker med pianisten och politikern Paderewskis staty

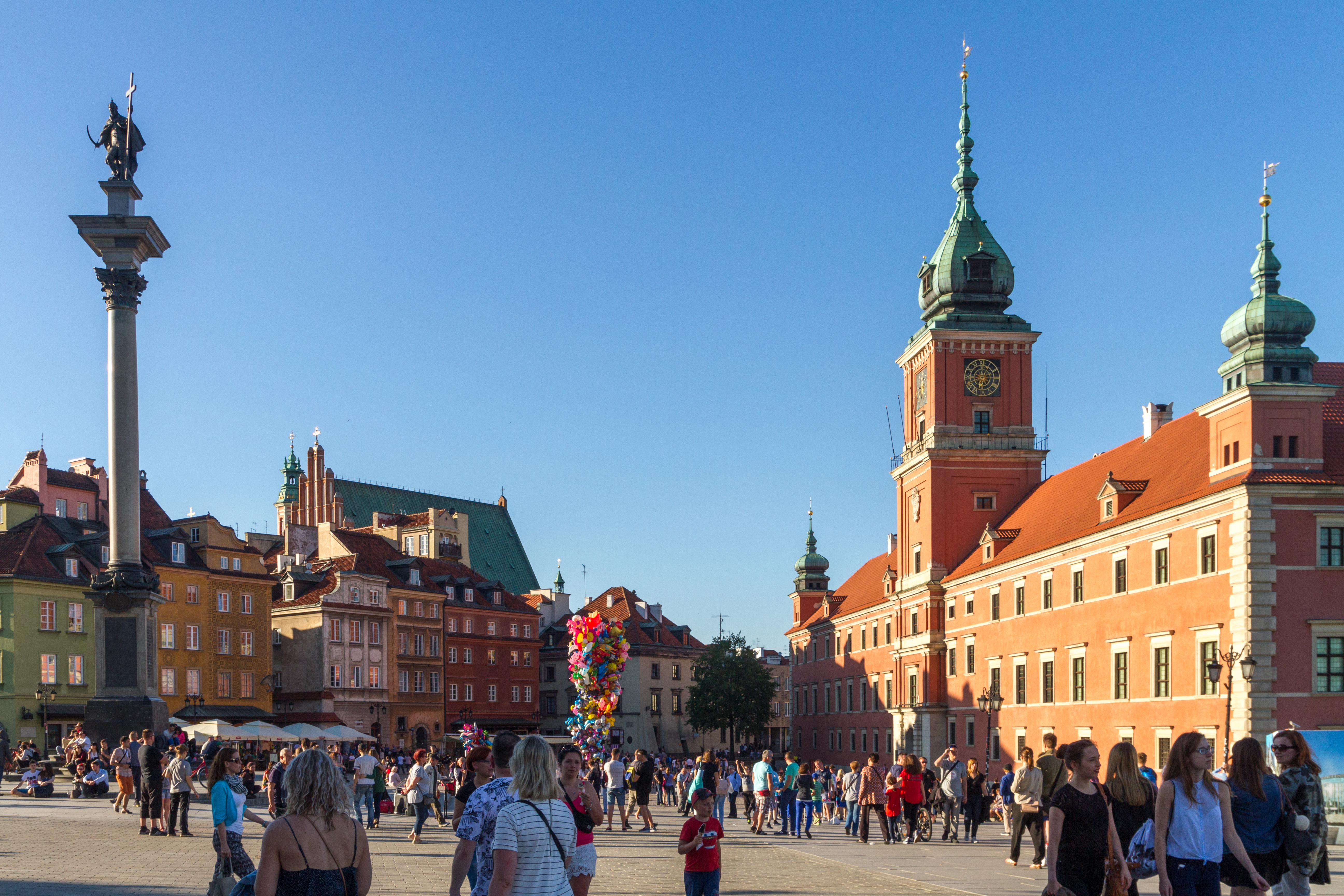
Gamla staden

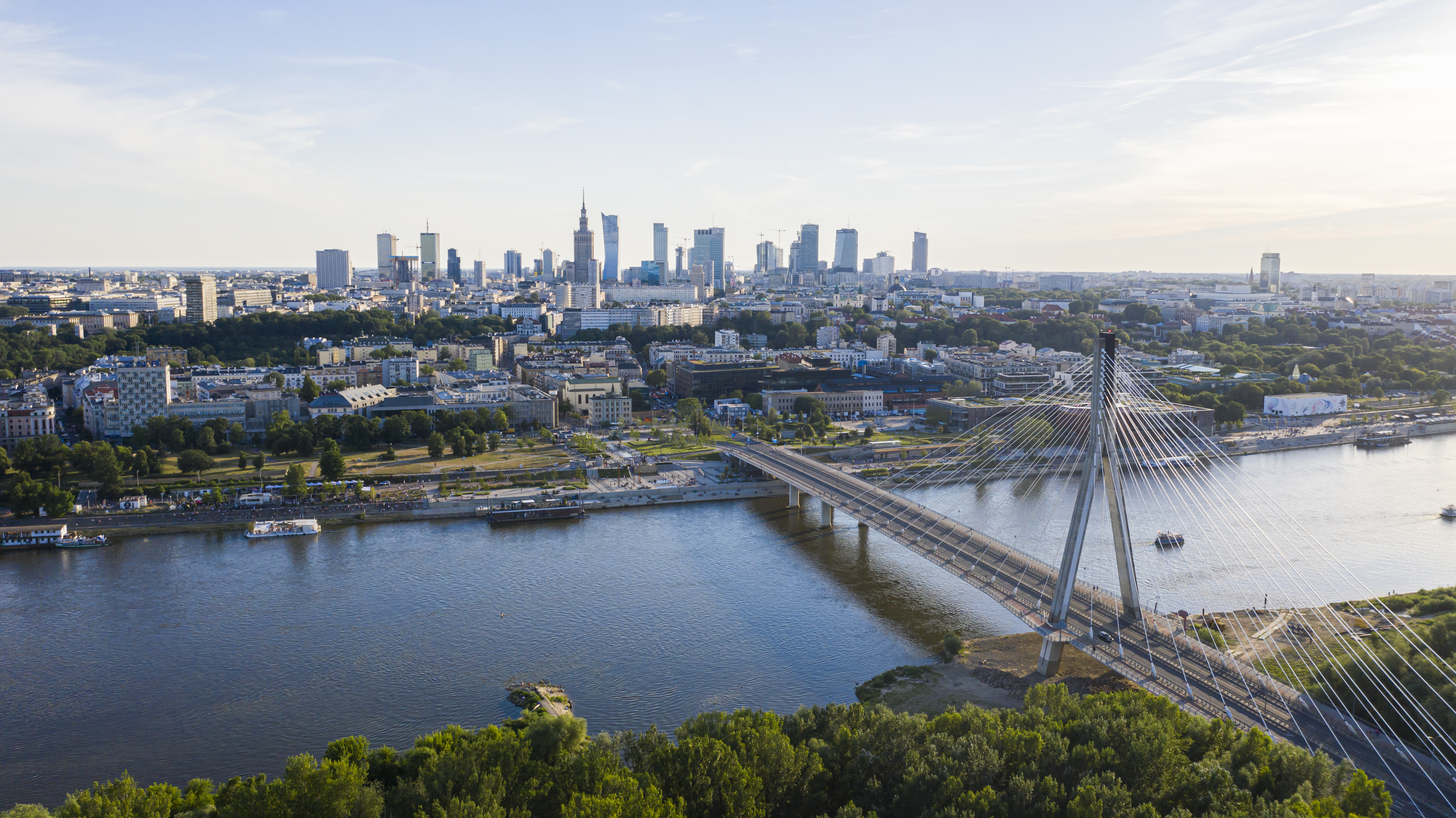
Warszawas skyline

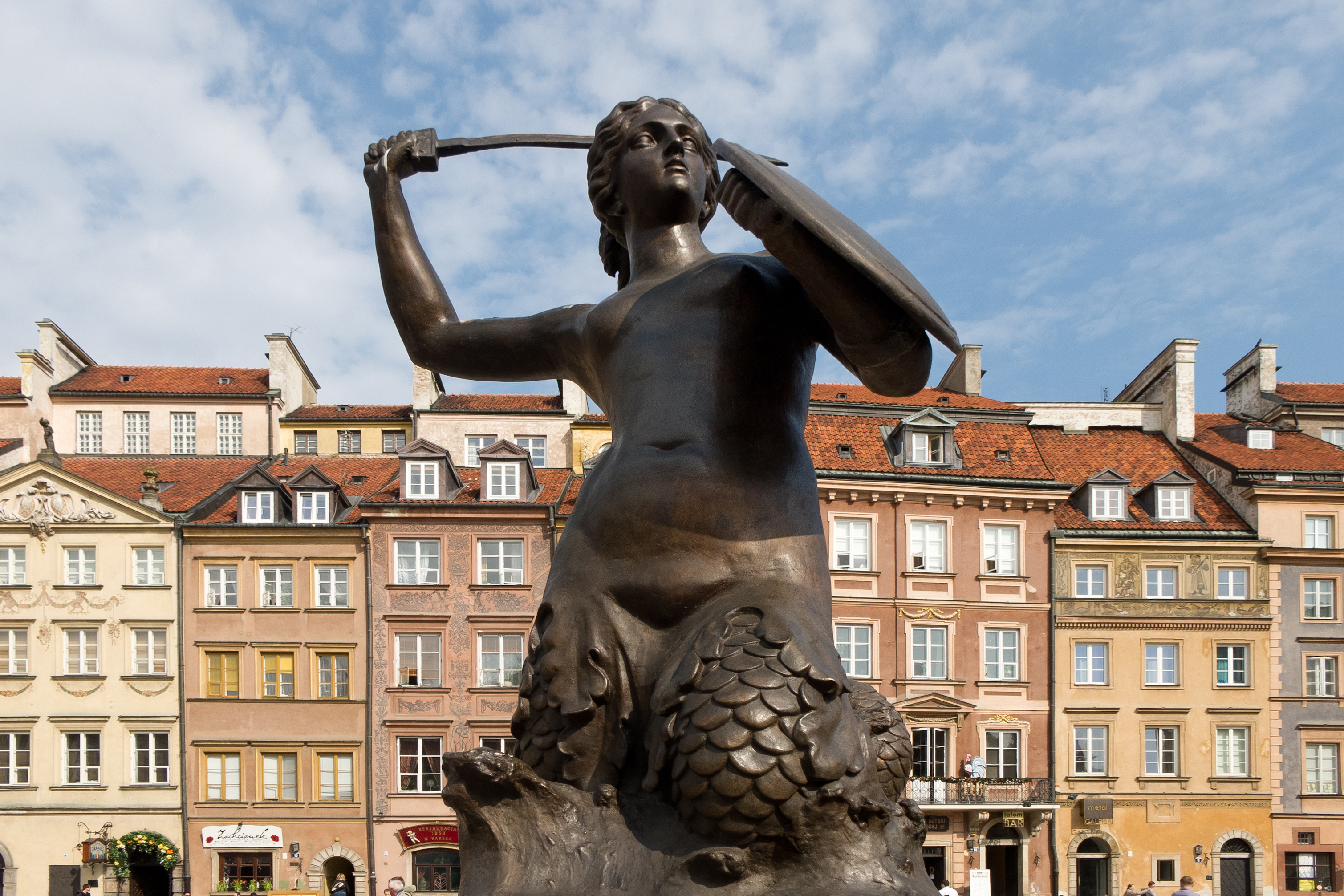
1800-tals statyn av Warszawas stadsvapen, Syrena (sirenen/sjöjungfrun) på Gamla stans torg

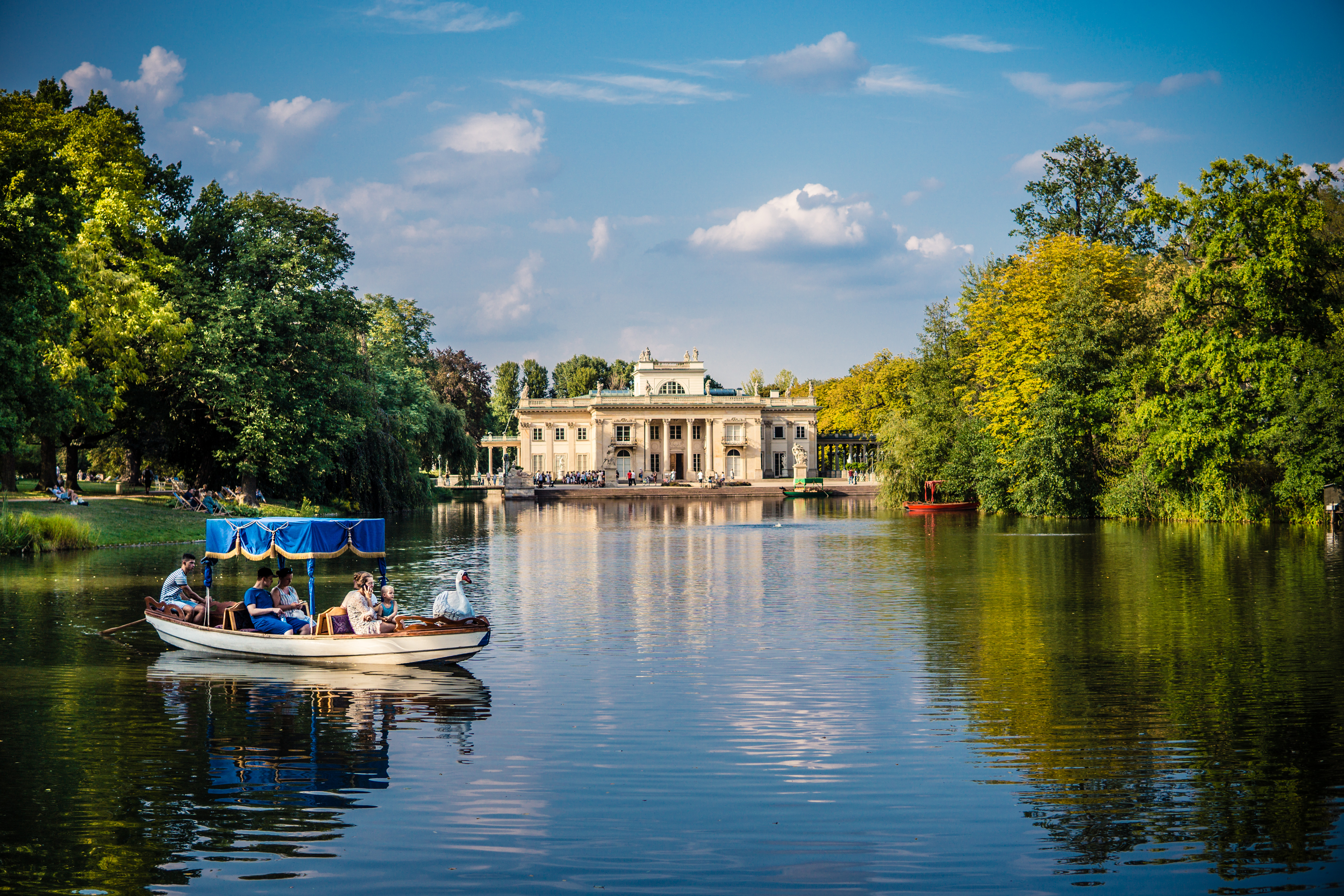
Palatset vid vattnet

Warszawa är Polens huvudstad och den största staden i landet, med 1,7 miljoner invånare i själva staden och cirka 3,2 miljoner invånare i storstadsområdet (Obszar Metropolitalny Warszawy) inklusive förorter. I Sverige före andra världskriget kallades staden Warschau ibland med stavningen Warsau. Historiskt i svenskan har också Varsjava använts.
Genom staden rinner floden Wisła. Warszawa är Polens huvudstad sedan 1596, då kungafamiljen flyttade dit från Kraków. På grund av sitt utsatta läge mellan stormakter har staden drabbats hårt av krig genom århundradena, i synnerhet under andra världskriget då staden i stort sett totalförstördes. Warszawa är residensstad i vojvodskapet Mazowsze (Masovien).

## Historia
Namnet Warszawa kan härledas ur kortformen av det slaviska mansnamnet Warcisław, det vill säga Wars. Formen "Warszawa" betyder närmast Wars' plats eller mark. De tidiga varianterna av namnet var Warszowa och Warszewa. Enligt överlåtelsehandlingar från 1300-talet kan man dra slutsatsen att namnet kommer av riddaren Wars av klanen Rawa som ägde flera av byarna på trakten. Enligt folklegenden kommer dock namnet av en fiskare vid namn Wars och flodsirenen Sawa som gifte sig och skapade sig ett hem vid floden Wislas strand. Sirenen återfinns idag i stadens stadsvapen.

### Tidig historia
Den tidigaste bebyggelsen i Warszawa var en rad fornborgar och byar som växte upp på ömse sidor om floden Wisla mellan 800- och 1100-talet. De äldsta kända namnen är fornborgen Stare Brodno (idag en av Europas största kyrkogårdar) och Jazdow (idag ett gammalt barockpalats som fungerar som konstmuseum.). Orten var en viktig handelsknut och omlastningsplats för flera handelsleder och de olika fornborgarna och byarna växte ihop till en enhet under adelsklanen Rawa. Under 1200-talet härjas och plundras den blomstrande orten flera gånger av beridna litauer ute på plundringståg.
Namnet Warszawa nämns första gången i källor mellan 1281 och 1321. År 1334 erhöll den Magdeburgiska stadsrättigheter. Därefter var den huvudstad i det självständiga hertigdömet Masovien. 1350 och 1380 fick staden sin första respektive andra ringmur. Warszawa blev år 1526 åter en del av Polen när Masovien inkorporerades med moderlandet. På grund av att staden låg mitt emellan Kraków och Vilnius i det Polsk-Litauiska samväldet bestämdes det att staden 1596 skulle ta över rollen som huvudstad i det polsk-litauiska samväldet. Kungen som genomförde denna flytt var den svenskpolske kungen Sigismund. Han flyttade hela ämbetet från den tidigare huvudstaden Kraków vilket till idag har lett till en stor rivalitet mellan Warszawa och Kraków. Staden drabbades hårt av svenska krig under 1600- och 1700-talen och svenskarna erövrade staden flera gånger.

### 1800-talet
Staden erövrades på nytt år 1795 av Preussen när Polen-Litauen annekterades helt av Preussen, Österrike-Ungern och av Ryssland. Staden blev huvudsäte i den nya preussiska provinsen "Nya Östpreussen". År 1807 befriades staden av Napoleon I:s soldater. Napoleon, som var allierad med polackerna, skapade Storhertigdömet Warszawa. När Napoleon hade besegrats bestämde man sig 1815 vid Wienkongressen att skapa "Kungadömet Polen" som helt enkelt var en satellitstat åt Ryssland. Efter upprepade kränkningar av den polska konstitutionen utbröt 1830 i november en revolt mot ryssarna. Denna slutade 1831 med förlust för revolutionärerna och kungadömets makt inom Ryssland reducerades.

### Självständighet
1918 blev staden huvudstad för det självständiga Polen. Staden upplevde en period av välstånd under början av 1900-talet och hade moderna spårvagnar och gatubelysning. 1920 stod ett stort avgörande slag om Warszawa under det Polsk-ryska kriget. Slaget har kallats "Undret vid Wisła" eftersom en underlägsen och otränad polsk armé tack vare en flankningsmanöver av den ledande befälhavaren lyckades slå tillbaka ryssarna och därefter vände krigslyckan till polackernas fördel.

### Andra världskriget
Warszawa var en av andra världskrigets mest drabbade städer. Motståndsrörelsen hade sitt huvudkvarter i Warszawa och staden var mycket svårbehärskad för tyskarna under hela kriget. Våren 1943 stänger och förstör tyskarna Warszawas getto, ett stort antal kvarter som muromgärdats av nazisterna och gjorts till en omlastningsplats för judar på väg till förintelselägren. Praktiskt taget alla Warszawas judar utplånades därvid.
Ett år senare, den 1 augusti 1944, utbröt Warszawaupproret, när den polska motståndsrörelsen reste sig till öppen kamp mot nazisterna då den Röda armén närmade sig huvudstaden från öster. Josef Stalin vägrade dock av politiska skäl att bistå staden. Han fruktade att en intakt polsk motståndsrörelse skulle försvåra ett sovjetiskt maktövertagande i Polen, varför han beordrade Röda armén halt strax öster om Warszawa. Nazisterna kunde därför i 63 dagar ostört slå ned upproret, som räknas till ett av andra världskrigets största slag[källa behövs] och av tyskarna kallades för "polska Stalingrad". Närmare 250 000 civila dödades under striderna. De överlevande fördrevs eller sändes till koncentrationsläger. Befolkningen krympte till 150 000, mot cirka 1,5 miljoner före kriget.
Större delen av Warszawas byggnader förstördes helt under upproret, men i veckor efteråt sprängde speciella tyska förstörelseförband de återstående delarna av staden som hämnd. 90% av Warszawa blev på så sätt helt förstört och man funderade efteråt på om det var lönsamt att bygga upp staden igen. Skadorna beräknas ha kostat 45 miljarder dollar och man övervägde att flytta huvudstaden till Łódź istället.

### Kommunismen
Efter kriget fanns knappt några gamla historiska byggnader kvar, hela den gamla stadsdelen var raserad inklusive det gamla slottet. Polackerna valde konsekvent att återuppbygga stadens äldsta delar enligt traditionella metoder med en del hjälp från utlandet. Gamla staden återuppbyggdes snabbt medan gamla slottets återuppbyggnad dröjde fram till 1970-talet.
Stora delar av staden återuppbyggdes med nya typer av byggnader. Kommunisttiden som pågick under 1945-1989 var skiftande och därför också den byggnadspolitik som fördes. Under dess första tioårsperiod var det den socialistiskt realistiska stilen som dominerade, en stil som förespråkades av sovjetdiktatorn Stalin. Efter Stalins död skedde en brytpunkt och den socialistiskt realistiska stilen förkastades. I Polen och Warszawa började man återgå till modernismen som hade varit vanlig före kriget men nu i en ny form. Många av dessa projekt fick i realiteten förenklas för att hålla nere kostnaderna. Det enorma centralt belägna bostadsområdet Za Żelazną Bramą är ett typexempel som uppfördes 1965-1972 efter inspiration av Le Corbusier och hans idéer om bostadshus som maskiner bor i.[källa behövs] Många bostadsområden byggdes för att möta den enorma bostadsbristen så snabbt som möjligt och då blev kvalitén lidande. Under kommunismens senaste decennier bestod nybyggena av enorma lägenhetskomplex av billiga prefabrikat.
Av de folk som bodde i Warszawa efter andra världskriget så hade få bott där innan, nästan alla var inflyttade från landet i hopp om arbete.

### Nutid
Efter kommunismens fall har Warszawa förändrats påtagligt. Polens ekonomiska reformer har gjort att Warszawa har blivit en viktig stad för företag som vill styra sin verksamhet i landet framförallt därifrån. Warszawas roll som politiskt och ekonomiskt centrum i ett ekonomisk växande Polen har lett till en stor expansion i huvudstaden. Mängder av nya kontorshus, hotell, gallerior och bostadsområden har byggts runt om i stan. Nybyggnationen sker ofta på ett sätt som inte varit planerat av myndigheter, utan byggherrar bygger där det är mest fördelaktigt för dem. Ett undantag till detta är stadsdelen Miasteczko Wilanów som planlagts i tätt sammanhållna stadskvarter. Warszawa har fortfarande en hel del centralt belägna tomter som är obebyggda efter andra världskrigets terrorbombningar. Kommunisttidens säregna ekonomi och dess abrupta slut har även lämnat många nedgångna industriområden efter sig. I synnerhet i stadsdelen Wola är kontrasterna stora med öde tomter, industrilokaler och moderna kontorshus och skyskrapor sida vid sida.
Gamla gråa hus renoveras och målas om. Vissa renoveringar håller hög kvalitet medan andra får kritik för att förstöra husens ursprungliga arkitektur. Detta gäller i synnerhet en del modernistisk arkitektur som allt oftare lyfts fram som värdefull i ett Warszawa där mycket historisk arkitektur har gått förlorad. Warszawa har under demokratins och marknadsekonomins intåg blivit mer diversifierad och kontrastrik, allt mer kritik har dock riktats mot att staden har för mycket påträngande reklam längs vägar och på byggnader.[källa behövs]
I och med Polens inträde i Europeiska unionen upplever Warszawa idag en ekonomisk högkonjunktur som staden aldrig skådat förut. Stora satsningar har gjorts på kulturens område genom byggandet av flera påkostade museer däribland ett nytt Chopinmuseum om Frédéric Chopin, Warszawaupprorets museum om Warszawaupproret och Museet för polska judars historia. Inför fotbolls-EM 2012 byggdes även en helt ny Nationalstadion för fotboll. 1995 öppnades Warszawas tunnelbana som hade varit planerad att byggas redan 1938. Warszawa håller på senare år att utvecklas till ett ekonomiskt centrum med betydelse utanför Polens gränser särskilt för stora delar av Central- och Östeuropa.

## Geografi och stadsbild
Floden Wisła anses av många invånare i Warszawa utgöra en gräns mellan två helt olika delar av staden. Den västra delen av staden där stadens centrum ligger och som är hemvist för de viktigaste myndigheterna och finansiella institutionerna anses vara den finare delen. Denna del av staden har många välmående stadsdelar som Żoliborz, Gamla Mokotów och Ochota.
Stadens östra del har en större andel invånare som har det sämre ställt. Den gamla stadsdelen Praga som har karaktären som östra sidans centrum blev inte lika förstörd under Andra världskriget som resten av staden och består idag av många gamla stenhus. Dessa är ofta mycket nedgångna och denna gamla del bebos av många resurssvaga invånare. Warszawas östra del präglas också av många gamla industriområden. Denna mix av gammal bebyggelse och gamla industrifastigheter har gjort att denna del av staden allt mer lyfts fram som ett område för konstnärer och andra kreativa människor att hålla till i. Warszawas utveckling inte minst med utbyggnaden av tunnelbanan till den östra sidan tros bidra till en allt snabbare gentrifiering av denna del av staden. Många av invånarna befarar att de ska trängas ut härifrån när denna process fortskrider. Utvecklingen har bl.a. jämförts med den förändring som skett i stadsdelen Prenzlauer Berg i Berlin.
Efter andra världskriget har Polen satsat på att återuppbygga staden. Warszawas slott har återställts till sitt forna skick, och så även Stare Miasto (Gamla staden) som blivit upptagen på Unescos världsarvslista. Sankt Johannes ärkekatedral ingår i detta världsarv.

En dominerande byggnad i Warszawa är fortfarande det sovjetiskt byggda Kulturpalatset, en magnifik, om än fortfarande något kontroversiell, byggnad som skänktes till det polska folket av Stalin (ironiskt nog var det polackerna som bekostade den). Vissa anser att byggnaden symboliserar sovjetiskt förtryck men de allra flesta anser idag att Kulturpalatset är ett kärt landmärke i staden och år 2007 blev byggnaden k-märkt. Den är byggd i en neoklassisk stil och innehåller bland annat biografer, teatrar, olika kulturella aktiviteter samt en utsiktsplats.

| Stadsdel       | Befolkning [antal] | Befolkningstäthet [antal/km²] | Area [km²] |
| -------------- | ------------------ | ----------------------------- | ---------- |
| Mokotów        | 219 373            | 6193                          | 35,42      |
| Praga-Południe | 178 170            | 7961                          | 22,38      |
| Ursynów        | 147 611            | 3371                          | 43,79      |
| Wola           | 138 001            | 7165                          | 19,26      |
| Bielany        | 132 240            | 4089                          | 32,34      |
| Targówek       | 123 705            | 5108                          | 24,22      |
| Śródmieście    | 121 163            | 7782                          | 15,57      |
| Bemowo         | 116 382            | 4665                          | 24,95      |
| Białołęka      | 104 649            | 1433                          | 73,04      |
| Ochota         | 84 594             | 8703                          | 9,72       |
| Wawer          | 71 762             | 900                           | 79,70      |
| Praga-Północ   | 67 984             | 5953                          | 11,42      |
| Ursus          | 55 598             | 5940                          | 9,36       |
| Żoliborz       | 48 469             | 5722                          | 8,47       |
| Włochy         | 39 056             | 1364                          | 28,63      |
| Wilanów        | 28 314             | 771                           | 36,73      |
| Wesoła         | 23 715             | 1034                          | 22,94      |
| Rembertów      | 23 618             | 1224                          | 19,30      |

## Klimat
Uppmätta normala temperaturer och -nederbörd i Warszawa:
|                                            | Jan  | Feb  | Mar  | Apr  | Maj  | Jun  | Jul  | Aug  | Sep  | Okt  | Nov  | Dec  |
| ------------------------------------------ | ---- | ---- | ---- | ---- | ---- | ---- | ---- | ---- | ---- | ---- | ---- | ---- |
| Normaldygnets maximitemperaturs medelvärde | 0,7  | 2,1  | 6,9  | 13,9 | 19,8 | 22,1 | 24,6 | 23,9 | 18,4 | 12,8 | 5,9  | 1,6  |
| Normaldygnets minimitemperaturs medelvärde | −4,4 | −3,9 | −0,9 | 3,6  | 8,6  | 11,6 | 13,7 | 13,0 | 9,0  | 4,7  | 0,5  | −3,1 |
|                                            |      |      |      |      |      |      |      |      |      |      |      |      |
| Nederbörd                                  | 26,5 | 26,1 | 30,2 | 33,9 | 54,6 | 69,8 | 72,9 | 62,9 | 47,3 | 32,8 | 39,5 | 35,0 |

| Diagram | temperaturer i °C • månadsnederbörd i mm | temperaturer i °C • månadsnederbörd i mm | temperaturer i °C • månadsnederbörd i mm | temperaturer i °C • månadsnederbörd i mm | temperaturer i °C • månadsnederbörd i mm | temperaturer i °C • månadsnederbörd i mm | temperaturer i °C • månadsnederbörd i mm | temperaturer i °C • månadsnederbörd i mm | temperaturer i °C • månadsnederbörd i mm | temperaturer i °C • månadsnederbörd i mm | temperaturer i °C • månadsnederbörd i mm | temperaturer i °C • månadsnederbörd i mm |
|         | 27 1 -4                                  | 26 2 -4                                  | 30 7 -1                                  | 34 14 4                                  | 55 20 9                                  | 70 22 12                                 | 73 25 14                                 | 63 24 13                                 | 47 18 9                                  | 33 13 5                                  | 40 6 1                                   | 35 2 -3                                  |

## Kommunikationer

### Kollektivtrafik

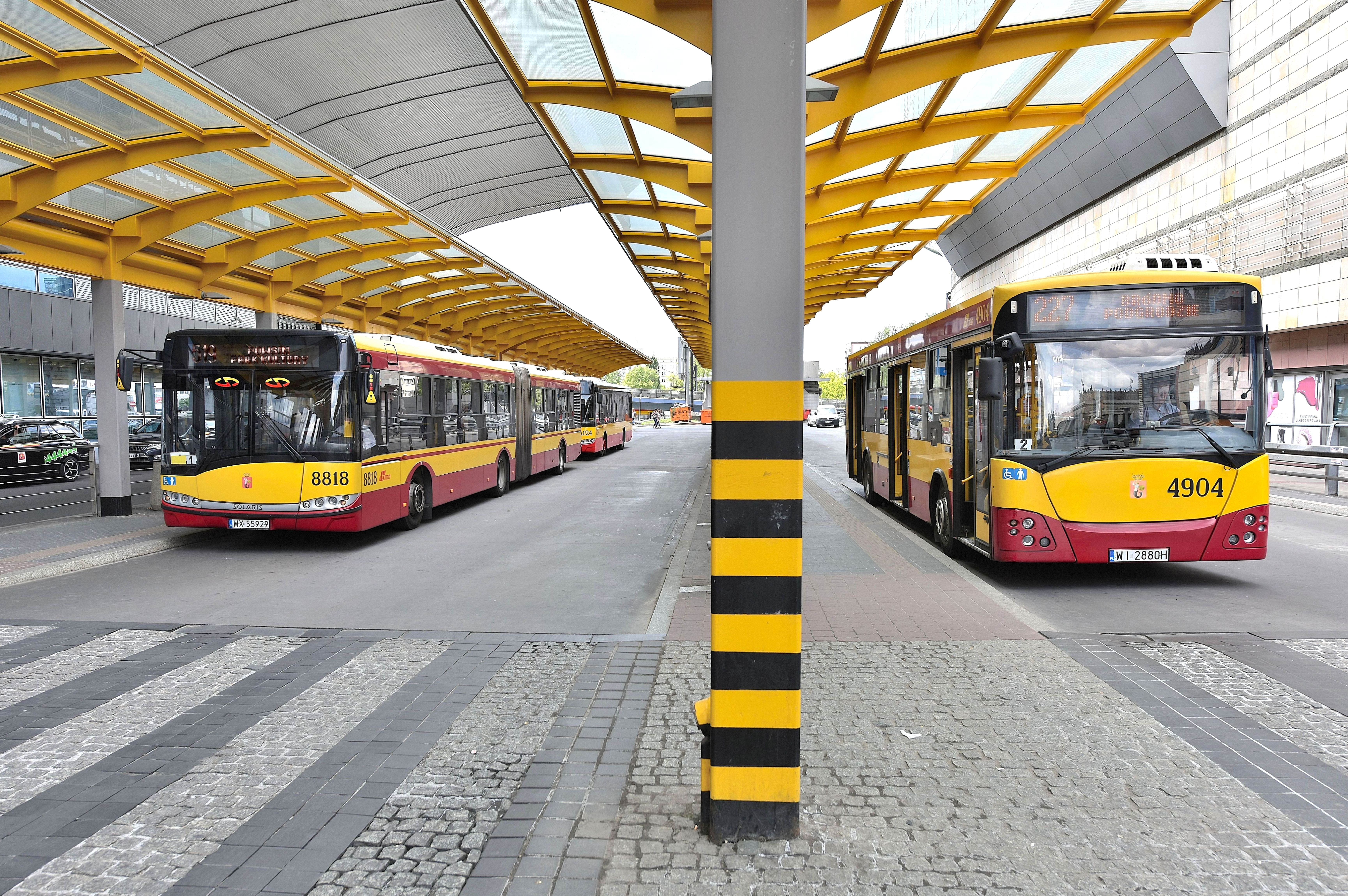
Buss av märket Solaris.

#### Buss

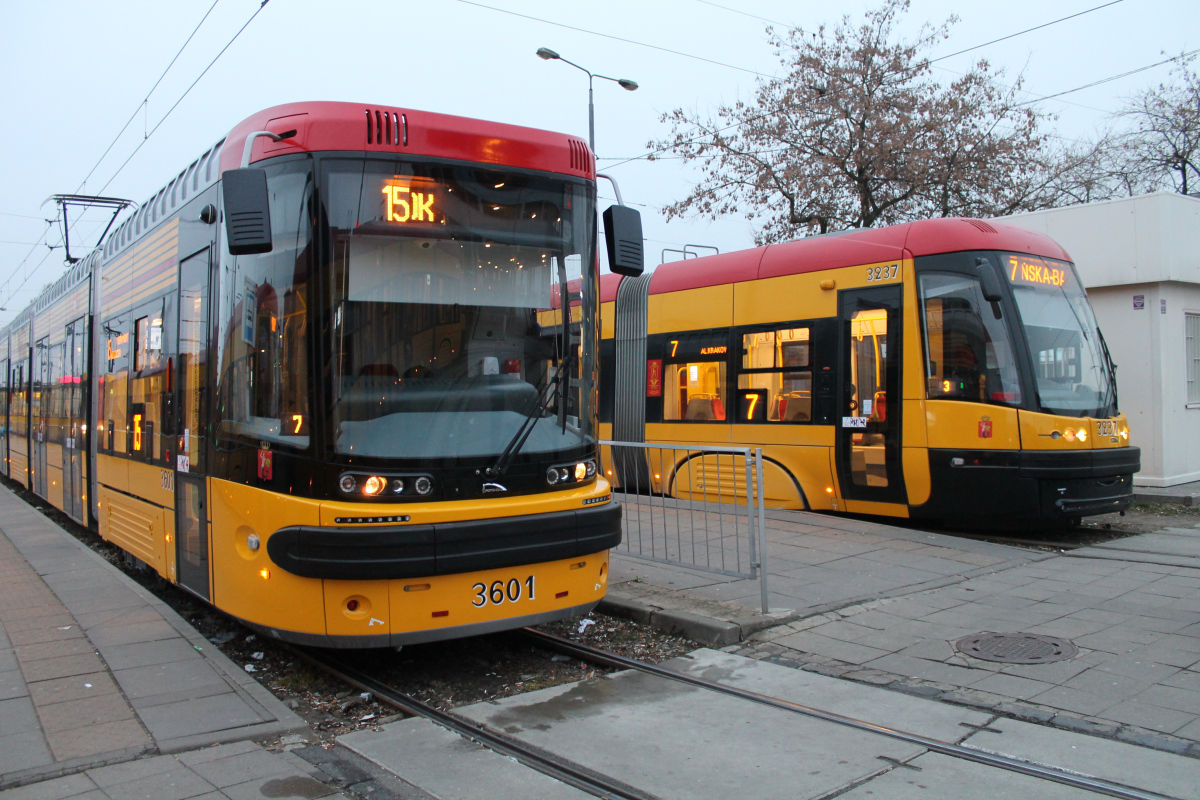
Warszawa har flera olika typer av spårvagnar från olika årtal.

Warszawas centralstation utgör en naturlig knutpunkt för stor del av busstrafiken. Det är den viktigaste bytespunkten då man kan ta sig till alla stadens hörn därifrån. Warszawa har drygt 260 busslinjer varav cirka 40 trafikeras under natten. Periodvis tillkommer fler linjer, exempel på sådan är under Allhelgonahelgen då busslinjer till stora kyrkogårdar tas i bruk. Totalt används nästan 2 000 bussar i Warszawas stadstrafik. Bussarna är målade i stadsfärgerna, röd och gul. 

#### Spårvagn
Den första spårvagnslinjen var av typen hästspårvagn och togs i bruk den 11 december 1866. Den första elektriska spårvagnen åkte ut i linjetrafik den 26 mars 1908. Spårvagnsnätet byggdes ut med många linjer under mellankrigstiden men stora delar av den förstördes under andra världskriget. Idag har Warszawa 26 spårvagnslinjer med över 500 spårvagnar.

#### Tunnelbana

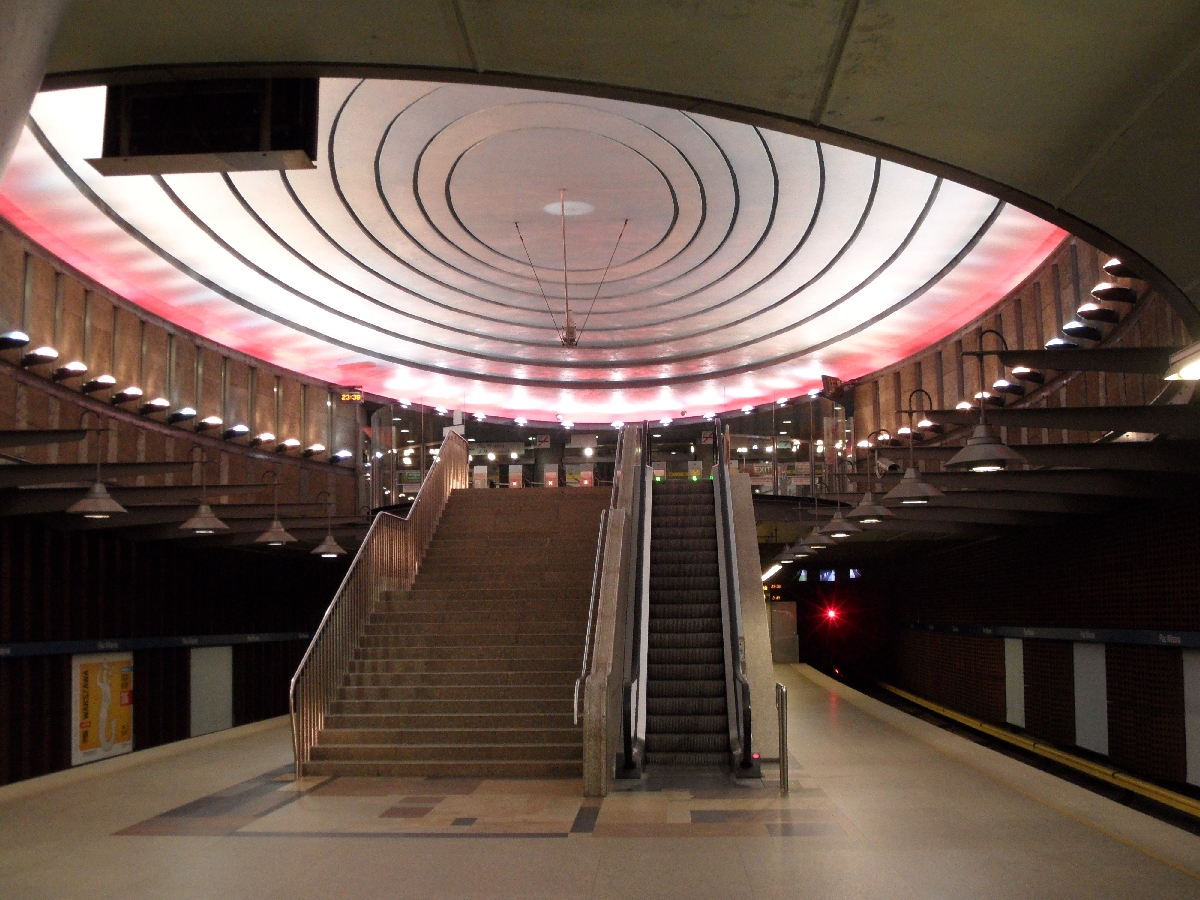
Tunnelbanestation Plac Wilsona.

Warszawas tunnelbana (polska: Metro warszawskie) är tunnelbanesystemet i Warszawa. När den invigdes på 1990-talet blev den Polens första tunnelbana, och Warszawa är fortfarande den enda stad i Polen med tunnelbana. För tillfället finns det 2 tunnelbanelinjer. Planer på att bygga en tunnelbana i Warszawa fanns redan under tidigt 1900-tal, men på grund av den stora depressionen och andra världskriget påbörjades aldrig bygget. Byggstart för den första tunnelbanelinjen M1 ägde rum 1983 och år 1995 öppnades den första delen av linjen. M1 förlängdes i flera etapper fram till 2008 och har sedan dess 21 stationer på en sträckning av 22,6 kilometer. En andra tunnelbanelinje M2 öppnades den 8 mars 2015. Den transporterar resenärer mellan stadens västra och östra del under floden Wisła. M2 har också förlängts i etapper, varav den senaste öppnades 2022. Linjen har sedan dess 18 stationer på en sträckning av 18,9 kilometer. Omkring 700 000 passagerare använder tunnelbanan varje dag (2024).

### Vägar
Vägarna i Warszawa håller på att byggas om och byggas ut då vägnätet håller på att förbättras. Därför är en del större vägar idag mycket moderna. Från Warszawa går den viktiga motorvägen A2 som går till Łódź, Poznań och Berlin. Denna motorväg kommer dessutom förlängas även öster om Warszawa.

### Järnvägar
Från Warszawa når järnvägsnätet ut över i stort sett hela Polen. Städer som t.ex. Łódź, Poznań, Kraków eller Wrocław kan nås från Warszawa. Internationella tåg går till bland annat Berlin och Prag.

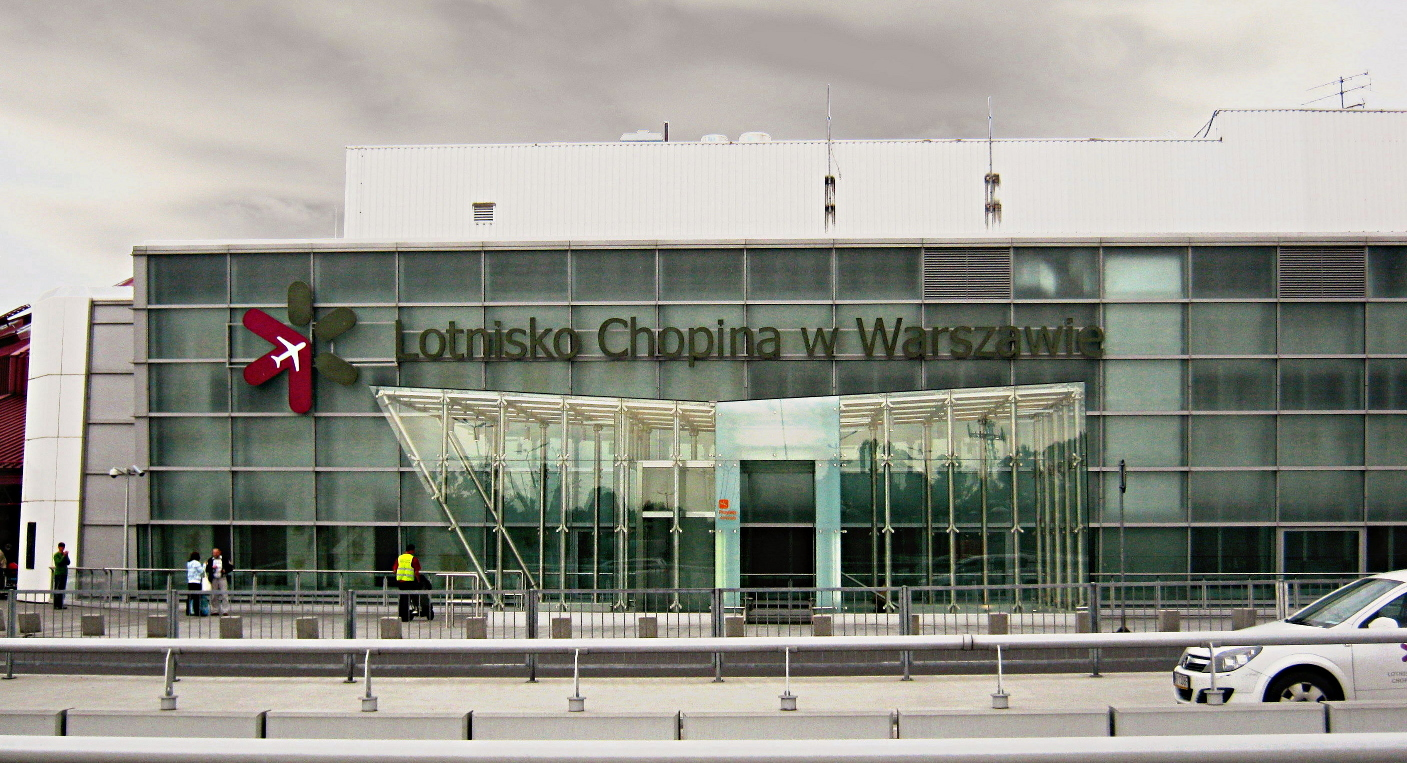
Warszawas och Polens största internationella flygplats, Chopin Airport.

### Flygplatser
Warszawa ombesörjs av två internationella flygplatser. Den största är Frédéric Chopin-flygplatsen (WAW) med två terminaler. År 2012 öppnade Warszawaområdets andra internationella flygplats Modlin Mazovia Airport för passagerartrafik. Flygplatsen har byggts på ett gammalt militärflygfält vid staden Nowy Dwór Mazowiecki 35 km från Warszawas centrum och riktar sig främst till lågprisflygbolag.

## Berömda Warszawabor
| Person                     | Yrke                               | Född                                                           | Död                                   |
| -------------------------- | ---------------------------------- | -------------------------------------------------------------- | ------------------------------------- |
| Fryderyk Franciszek Szopen | pianist, kompositör, pianopedagog  | 22 februari eller 1 mars 1810, Żelazowa Wola, utanför Warszawa | 17 oktober 1849, Paris, Frankrike     |
| Maria Skłodowska - Curie   | fysiker, kemist                    | 7 november 1867, Warszawa                                      | 4 juli 1934, Haute-Savoie, Frankrike) |
| Isaac Bashevis Singer      | författare                         | 21 november 1902, Leoncin, utanför Warszawa                    | 24 juli 1991, Surfside, Florida, USA  |
| Irena Sendler              | sjuksköterska                      | 15 februari 1910, Otwock, utanför Warszawa                     | 12 maj 2008, Warszawa, Polen          |
| Władysław Szpilman         | pianist, kompositör                | 5 december 1911, Sosnowiec, Polen                              | 6 juli 2000, Warszawa, Polen          |
| Ryszard Kapuściński        | journalist, essäist och författare | 4 mars 1932, Pinsk, Belarus                                    | 23 januari 2007, Warszawa, Polen      |
| Krzysztof Kieślowski       | regissör, manusförfattare          | 27 juni 1941, Warszawa, Polen                                  | 13 mars 1996, Warszawa, Polen         |
| Ludwig Lejzer Zamenhof     | ögonläkare, språkforskare          | 15 december 1859, Białystok, Polen                             | 14 april 1917, Warszawa, Polen        |

## Vänorter
Warszawa har följande vänorter:
- Düsseldorf, Tyskland (1989)
- Hamamatsu, Japan (1990)
- Île-de-France, Frankrike (1990)
- Toronto, Kanada (1990)
- Berlin, Tyskland (1991)
- Istanbul, Turkiet (1991)
- Tel Aviv, Israel (1992)
- Harbin, Kina (1993)
- Kiev, Ukraina (1994)
- Chicago, USA (1995)
- Taipei, Taiwan (1995)
- Seoul, Sydkorea (1996)
- Rio de Janeiro, Brasilien (1997)
- Hanoi, Vietnam (2000)
- Astana, Kazakstan (2002)
- Riga, Lettland (2002)
- Budapest, Ungern (2005)
- Oslo, Norge (2006)
- Wien, Österrike (2009)
- Odessa, Ukraina (2010)
- Tbilisi, Georgien (2010)
- Charkiv, Ukraina (2011)
- Zagreb, Kroatien (2011)
- Vilnius, Litauen (2014)
- Paris, Frankrike (2019)